# جوروواتس
جوروواتس (به صربی: Đurovac) یک منطقهٔ مسکونی در صربستان است که در پروکوپلیه واقع شده‌است. جوروواتس ۱۴۷ نفر جمعیت دارد.